# 藤井研一
藤井 研一（ふじい けんいち）は、日本の数理科学/物理学者・教育工学者。大阪工業大学情報科学部情報知能学科教授、可視化ソフトウェア開発センター(VSC)長。理学博士（大阪大学）。元CAI学会（現在の教育システム情報学会）関西支部評議員。
専門は、数理科学・認知科学、物理学・量子ドット、教育工学・コンピュータビジョンなど。

## 経歴
1980年大阪大学理学部物理学科卒業。1985年同大学大学院理学研究科物理学博士課程修了、理学博士（大阪大学）。 大阪大学理学部助教授、同大学院理学研究科助教授などを経て、2009年大阪工業大学情報科学部に着任。2019年同学部情報知能学科教授。2022年同学部可視化ソフトウェア開発センター(VSC)センター長を兼務。
情報科学部学生のIT×リアル謎解きゲームプロジェクト「MAGIOT」のサポートも行っている。
主な所属学会は、情報処理学会、電子情報通信学会、教育システム情報学会、日本物理学会、応用物理学会。主な著書は「入門 工系の電磁気学」（共著、共立出版2010、学術書）。

## 主な研究
- 数理科学・認知科学に基づく教育ツールの開発（初等教育用デジタルノート、アクティブラーニング教材、ユーザ登録型の日本語アクセント辞典アプリの開発など）[4][5]
- コンピュータビジョンを用いた運動解析ソフトウェアの開発[6]
- シミュレーションによる自然の可視化
- 質量分析イメージング装置開発
- 縦型二重量子ドット中の電子の電子間相互作用とダイナミクスの研究

情報科学の対外啓蒙活動として、常翔学園中学校向けに体験見学講義を実施している。